# Marvin Matip
Marvin Matip (Bochum, Alemania, 25 de septiembre de 1985) es un futbolista camerunés de origen alemán. Se desempeña como centrocampista defensivo o defensa central y actualmente milita en el FC Ingolstadt de la 2. Bundesliga de Alemania.

## Trayectoria
Inició su carrera profesional jugando para el VfL Bochum durante la temporada 2004/05.
Antes del inicio de la temporada 2005-06, se unió al recién ascendido Colonia, Matip firmó un contrato de 4 temporadas con el club que se extendió hasta el final de la temporada 2010/11.
En el año 2010 es prestado con opción de compra al club Karlsruher SC. El 31 de agosto de 2010, Matip firma contrato con el FC Ingolstadt de la 2.Bundesliga.
El FC Ingolstadt logró el ascenso a la 1.Bundesliga luego de quedar primero en la tabla de posiciones de la 2.Bundesliga durante la  temporada 2014/15.

## Clubes
| Club                   | País     | Año               |
| ---------------------- | -------- | ----------------- |
| VfL Bochum II          | Alemania | 2004 - 2005       |
| VfL Bochum             | Alemania | 2004 - 2005       |
| 1. FC Köln II          | Alemania | 2005 - 2006       |
| Colonia                | Alemania | 2005 - 2010       |
| Karlsruher SC (cedido) | Alemania | 2010 - 2011       |
| FC Ingolstadt          | Alemania | 2010 - Actualidad |

## Selección nacional
Matip representó a Alemania en la selección Sub-19 y Sub-21 en competiciones como la Copa Mundial de Fútbol Juvenil de 2005 y la Eurocopa Sub-21 de 2006.
En el año 2007 es convocado para jugar en la Selección de fútbol de Camerún, sin embargo su debut se retrasó debido a que no presentó su documentación a tiempo.
Finalmente debuta con Camerún el 2 de junio de 2013 en un partido amistoso frente a Ucrania.

## Vida privada
Matip es hijo de padre camerunés y madre alemana, por lo cual podía elegir representar a cualquiera de las dos naciones.
Su padre Jean es un exfutbolista y su hermano Joël Matip actualmente juega en el Liverpool FC de la Premier League. Él también es primo del futbolista Joseph-Désiré Job.
- Datos: Q529678